# كأس الدوري البرتغالي 2018–19
كأس الدوري البرتغالي 2018–19 (بالبرتغالية: Taça da Liga de 2018–19‏) هو الموسم 12 من كأس الدوري البرتغالي. أقيم خلال الفترة 21 يوليو 2018 وحتى 26 يناير 2019، وأشرف على تنظيمه الدوري البرتغالي لكرة القدم للمحترفين، وكان عدد الأندية التي شاركت فيه 32، وفاز فيه سبورتينغ لشبونة.